# معركة كيبيك (1775)
معركة كيبيك (بالفرنسية: Bataille de Québec)‏ هي معركة نشبت في بدايات حرب الاستقلال الأمريكي في يوم 31 ديسمبر 1775 بين جيش الثوار القاري وقوات الحامية البريطانية في مدينة كيبيك، والتي تمثل أول هزيمة كبرى للثوار الأمريكيين منذ اندلاع الحرب حيث تكبدت قوات الثوار القارية خسائر فادحة؛ فقد لقى الجنرال ريتشارد مونتغومري حتفه في الإطلاق الأول، كما أُصيب الجنرال بنيديكت آرنولد، ووقع الجنرال دانييل مورغان و أكثر من أربعمائة جندي في الأسر؛ لم تتكبد حامية المدينة البريطانية، بقيادة الجنرال جاي كارلتن، سوى خسائر طفيفة، وجدير بالذكر أن هذه الحامية تألفت من مزيج بين القوات النظامية البريطانية و مليشيات من سكان المدينة.
وقعت مدينة مونتريال في 13 نوفمبر تحت سيطرة قوات مونتغومري ومن ثم لحقت قواته بعد ذلك بقوات تحت قيادة آرنولد والتي قامت برحلة طويلة وشاقة عبر برية شمال إقليم نيو إنجلاند؛ قام الحاكم كارلتن بالفرار من من مدينة مونتريال إلى مدينة كيبيك التي كانت من المُقرر أن تكون مقصد قوات الثوار الأمريكيين بعد وقوع مدينة مونتريال في أيديهم، بعد ذلك وصلت إمدادات في أخر لحظة قبل وصول القوات المُهاجمة لمونتريال لتعزيز دفاعاتها المحدودة؛ بالرغم من قلقه بشأن هؤلاء الذين قاربت خدمتهم العسكرية علي الانتهاء حيث سيتسبب ذلك في تقليص عدد قواته، قام الجنرال مونتغومري بهجومه في نهاية العام حيث العواصف الثلجية المُعمية والتي ساهمت في التعتيم على تحركات الجيش؛ وقد تضمنت الخطة أن تحتشد كلتا القوتين عند المدينة السفلى قبل صعودهم لأسوار المدينة العليا؛ تراجعت قوة مونتغومري بعد أن لقى مصرعه إثر قصف المدافع في بداية المعركة، بينما اخترقت قوة آرنولد المدينة السفلى؛ قاد الجنرال دانييل مورغان الهجوم بدلاً من الجنرال آرنولد الذي أُصيب في بداية المعركة، وقد حوصر بعد ذلك في المدينة السفلى مما أرغمه على الاستسلام، فرض الجنرال آرنولد حصار غير مجد نفعاً على المدينة حتى الربيع وحينئذ وصلت الإمدادات البريطانية للمدينة.
عمل الفرنسيون الكنديون على كلا طرفي الصراع خلال المعركة والحصار الذي لحق بعد ذلك حيث تم مد قوات الثوار القارية مساعدات وإمدادات لوجستية، كما ضمت حامية المدينة مليشيات مكونة من سكانها؛ صاحب الثوار الأمريكيين عدد من هؤلاء الذين دعموهم سواء بالمساعدات اللوجستية أو الإمدادات البشرية، بينما هؤلاء الذين لزموا المدينة فقد خضعوا لعدد من العقوبات وذلك بعد أن أحكم البريطانيون سيطرتهم على المنطقة.

## نبذة
بعد نشوب حرب الاستقلال الأمريكي في إبريل عام 1775 مباشرة، وقع حصن تيكونديروجا (بالإنجليزية: Fort Ticonderoga) الذي بلغ أهمية إستراتيجية في 10 مايو تحت سيطرة قوة صغيرة العدد بقيادة إيثان ألين وبنيديكت آرنولد؛ كما ألحق آرنولد سيطرته على الحصن بغارة على حصن سان جان (بالإنجليزية: Fort Saint-Jean) مما لفت انتباه القيادات في مونتريال التي لم تبعد بكثيرعن الحصن؛ وقد دفعت تلك الوقائع كلاً من قادة القوات البريطانية وقادة قوات المتمردين إلى استعراض إمكانية قيام قوات المؤتمر القاري الثاني بالإغارة على مقاطعة كيبيك، كما بدأ حاكم كيبيك جاي كارلتن حشد دفاعات المقاطعة وتحريكها؛ وبعد أن رفض الكونغرس القاري (المجلس القاري) في بادئ الأمر مهاجمة مقاطعة كيبيك، تم تفويض اللواء فيليب سكايلر، قائد القسم الشمالي لجيش الثوار القاري، للإغارة على المقاطعة حالما ألحت الضرورة؛ تضمنت بعض الرسائل من الكونغرس القاري ومجلس نيويورك المحلي إلي أهالي كيبيك وعوداً تقضي بتحريرهم من قمع حكومة المقاطعة الطاغية وقد جاء ذلك في إطار حملة هجومية من قبل الثوار الأمريكيين؛ وهكذا أعطى بنيديكت آرنولد الضوء الأخضر لإرسال حملة لكيبيك ، كما أشار على الجنرال جورج واشنطن بالسماح بإرسال حملة ثانية عبر البرية والتي تؤدي مباشرة إلى مدينة كيبيك عاصمة المقاطعة؛ وتعرف تلك المنطقة البرية اليوم بمين.
بدأ جيش الثوار الأمريكيين بالتحرك نحو كيبيك في سبتمبر 1775 وكما ذكر الجنرال سكايلر في بيان له أن الأمريكيين كانوا عازمين على «طرد قوات بريطانيا العظمى إذا ما أمكن ذلك حيث أنهم لطالما سعوا لتقييد مواطنيهم وإخوانهم بأصفاد الذل والعبودية كما أملت عليهم أوامر نظام استبدادي»؛ تحركت قوات بقيادة الجنرال ريتشارد مونتغومري من تيكونديروجا و بلدة كراون بوينت نحو بحيرة شامبلين ونجحت في محاصرة حصن سان جان كما نجحت أيضاً في السيطرة على مونتريال في 13 نوفمبر؛ تولى الجنرال آرنولد قيادة قوة مؤلفة من 1100 جندي حيث بدأ التحرك بحملته من كامبريدج في ماساتشوستس عبر مين نحو كيبيك وذلك بُعيد تحرك مونتغومري من تيكونديروجا.
كانت ثورة الكاثوليكين من السكان الفرنسيين الكنديين على الإدارة البريطانية إحدى النتائج المرتقبة بمجرد تقدم قوات الثوار الأمريكيين نحو مدينة كيبيك، وخاصة أنه لم يكن سكان المدينة من الكاثوليك الفرنسيين و الإداريين والعسكريين من البروتستانت البريطانيين على وفاق فيما بينهم منذ أن سيطرت القوات البريطانية على المقاطعة خلال الحرب الفرنسية والهندية عام 1760؛ ولكن سرعان ما هدأت حدة التوتر بتمرير قانون كيبيك الذي أعاد أراضي ومعظم حقوق الكنديين؛ وجدير بالذكر أن هذا القانون لم ينل استحسان إدارات المستعمرات الثلاث عشر؛ وهكذا قد اختارت الأغلبية العظمى من سكان المدينة الفرنسيين القيام بأي دور فعال لصالح الحملة الأمريكية وبشكل كبير لعب رجال الدين دوراً هاماً في ذلك حيث حثوا على الارتضاء بالحكم البريطاني بانتمائه الذي يعود إلى الكنيسة الكاثوليكية و احتفاظه ببعض من جوانب الثقافة الفرنسية.

## استعدادات الحامية البريطانية

### القوة الدفاعية للمقاطعة
بدأ الجنرال كارلتن على الفور في اعداد العدة وتقوية دفاعات المقاطعة وذلك بعد علمه ببلوغ حملة بنيديكت آرنولد حصن سان جان حيثما قام بتركيز قواته البسيطة بجانب تركه لحاميات صغيرة من الجيش البريطاني النظامي في مونتريال و كيبيك؛ قام كارلتن أيضاً بمتابعة مدى تقدم جيش الثوار الأمريكي، وكذلك تم من حين إلى آخر القطع دون الاتصالات بين ريتشارد مونتغومري و آرنولد؛ تولى هيكتور كرميه نائب الحاكم قيادة الدفاعات في كيبيك بينما كان كارلتن في مونتريال حيث قام بإعداد ميلشيا من بضع المئات للدفاع عن البلدة في سبتمبر؛ انتاب كرميه بعض التشاؤم حيث كان يعتقد أن قواته «قلة قليلة لا يمكن الاعتماد عليها» وخاصة بعد أن تبين أن نصف أفراد الميليشيا فقط جديرون بالثقة؛ كما طالب كرميه مراراً وتكراراً قيادات بوسطن بمساعدات عسكرية ولكن أياً من محاولاته لم تجد محاولته نفعاً، حيث حولت بعض السفن المحملة بالقوات مسارها من كيبيك وانتهى بها المطاف إلى نيويورك؛ بينما رفض سامويل جريفز قائد أسطول بوسطن إرسال سفن محملة بالرجال والعتاد إلى كيبيك حيث أن موسم الشتاء قد أقترب وقتئذ وذلك ما يعنى انغلاق نهر سانت لورنس.
عندما وصلت إلى كيبيك أنباء مؤكدة عن نجاح زحف آرنولد واقترابه من المدينة، بدأ كرميه تشديد الحراسة على المدينة وقام بنقل القوارب من الساحل الجنوبي لنهر سانت لورنس؛ كان اقتراب آرنولد دافعاً لتجنيد المزيد من جنود المليشيات حيث وصل إجمالي العدد إلى أكثر من 1200 فرد؛ وبالإضافة إلى ذلك وصل إلى كيبيك في الثالث من نوفمبر سفينتين وإردادا ثلاث اليوم التالي من جزيرة سانت جون وجزيرة نيوفاوندلاند واللابرادور مما ألحق بقوات الدفاع 120 من ميليشيات المتطوعين؛ في ذات اليوم وصلت أيضاً قافلة صغيرة من السفن تتقدمها السفينة الملكية إتش إم إس ليزرد (بالإنجليزية: HMS Lizard) محملة بالمقاتلين لتدعيم دفاعات المدينة.

## معرض صور

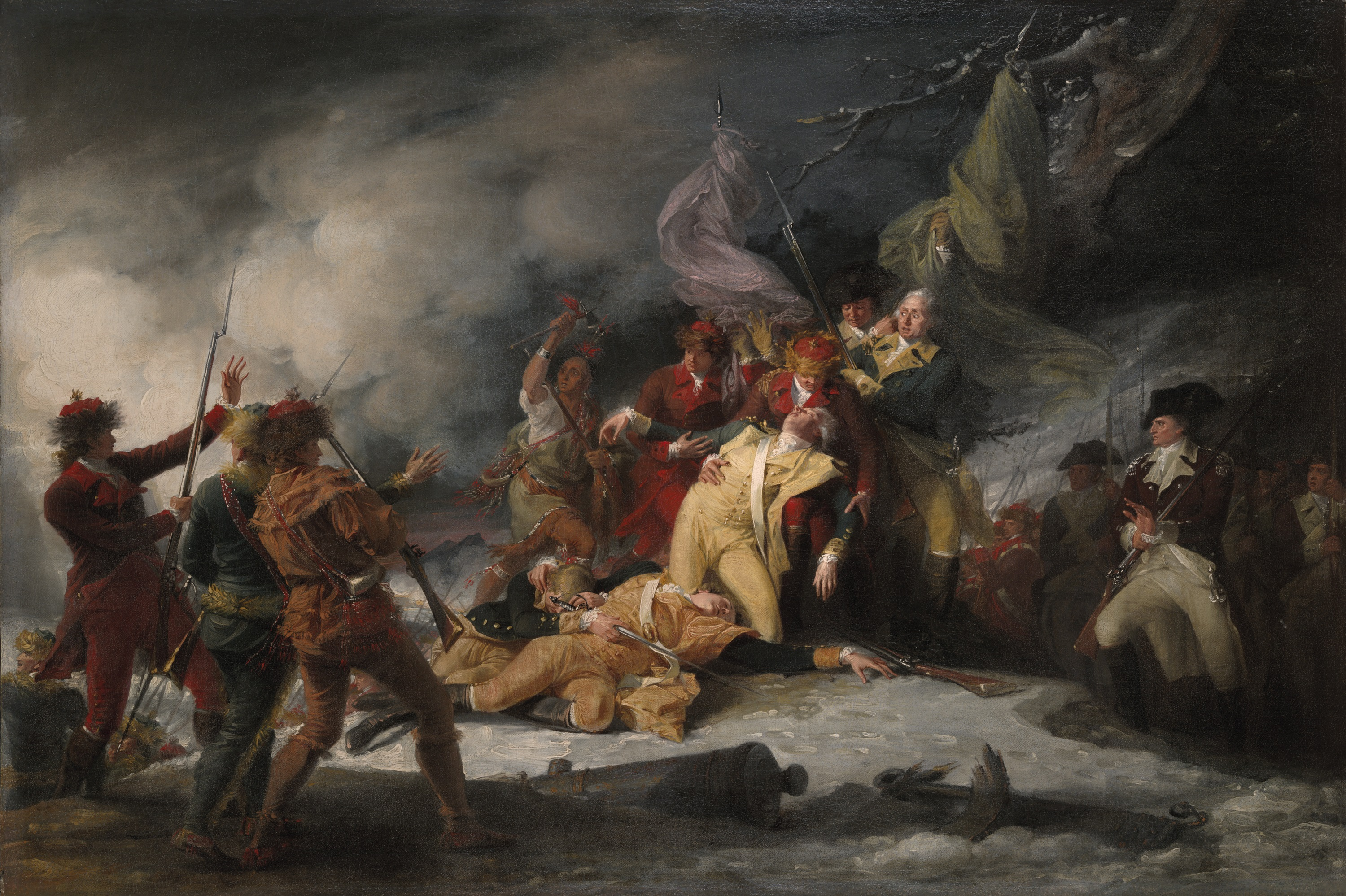
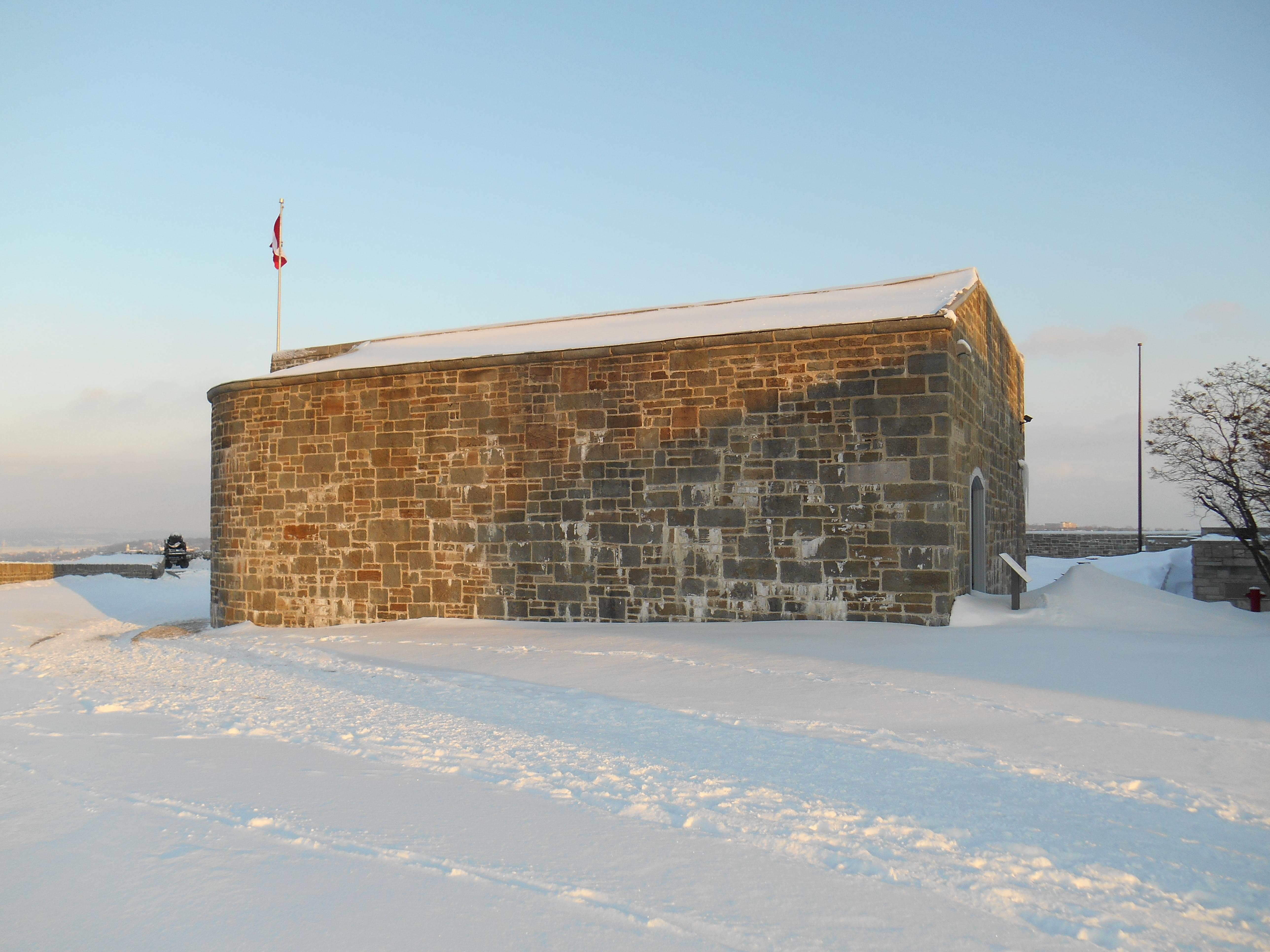
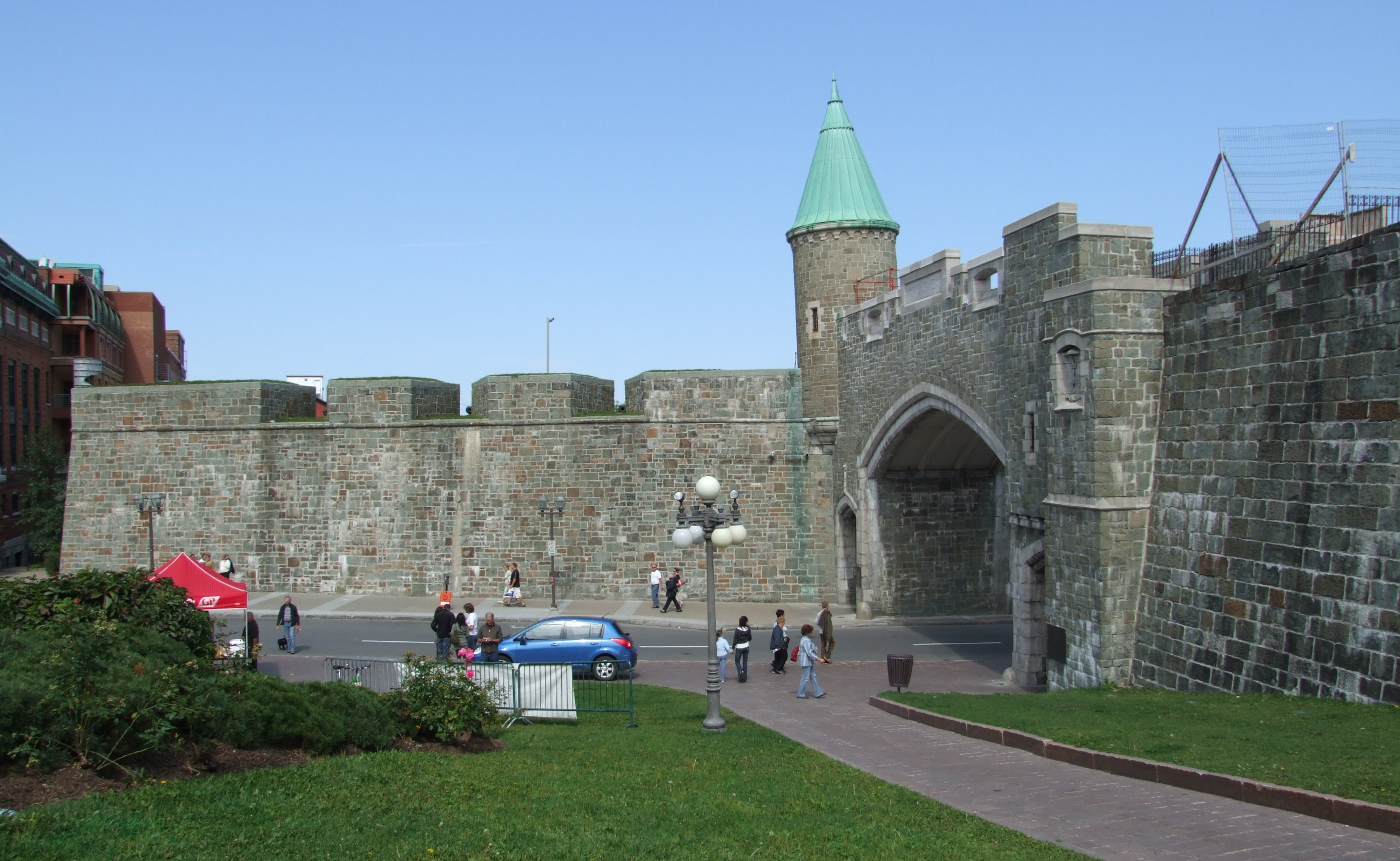